# Eu Menti pra Você
Eu Menti pra Você é o primeiro álbum solo da cantora Karina Buhr, vocalista da banda Comadre Fulozinha, lançado em 2010. O Disco traz músicas com influências do Rock, Ska, MPB, música nordestina e letras do cotidiano. Foi produzido e lançado de forma independente por Karina e banda.
O Disco foi bem recebido pela crítica, sendo eleito o 3º melhor disco nacional de 2010 pela Rolling Stone Brasil.

## Faixas
1. "Eu Menti pra Você" – 4:32
2. "Vira Pó" – 2:41
3. "Avião Aeroporto" - 4:00
4. "Nassíria e Najaf" - 3:35
5. "O Pé" - 3:57
6. "Ciranda do Incentivo" - 4:17
7. "Telekphonen" - 3:03
8. "Mira Ira" - 3:39
9. "Soldat" - 1:50
10. "Esperança Cansa" - 4:00
11. "Solo de Água Fervente" - 4:10
12. "Bem Vindas" - 3:50
13. "Plástico Bolha" - 3:50

- Todas as letras foram compostas por Karina Buhr

## Créditos
Banda
- Karina Buhr - Vocal e Percussão
- Fernando Catatau- Guitarra
- Edgard Scandurra - Guitarra
- Mau - Baixo
- Bruno Buarque - Bateria
- Guizado - Trompete
- Dustan Gallas - Teclado
- Otávio Ortega - Base Eletrônica
- Marcelo Jeneci - Acordeom e Piano

Direção musical
- Karina Buhr

Produção musical
- Karina Buhr
- Bruno Buarque
- Mau

Produção executiva
- Duda Vieira
- Karina Buhr

Arranjos
- Karina Buhr
- Bruno Buarque
- Mau
- Otavio Ortega
- Guilherme Calzavara
- Guizado
- Dustan[2]